# Harababura
Harababura este un film românesc de comedie din 1991 regizat de Geo Saizescu. Rolurile principale au fost interpretate de actorii Dem Rădulescu, Ileana Stana Ionescu și Ștefan Bănică.

## Distribuție
Distribuția filmului este alcătuită din:
- Dem Rădulescu — senatorul Narcis Georgescu, fost director de întreprindere
- Ileana Stana Ionescu — soția senatorului
- Ștefan Bănică — Gigi, automobilistul ajuns la spital în urma unui accident
- Rodica Popescu Bitănescu — Gigica, soția lui Gigi
- Sanda Toma — soacra cicălitoare a lui Mihalache
- Dorin Varga — Mihalache, bărbatul cicălit de soacră
- Cezara Dafinescu — soția lui Mihalache
- Nicu Constantin — Nes, bărbatul cu ochelari
- Erzsébet Ádám — soția lui Nes
- Teodora Mareș — Daniela, fiica lui Nes
- Dumitru Rucăreanu — scriitorul biciclist
- Constantin Diplan — actorul biciclist
- Nae Gheorghe Mazilu — filozoful biciclist
- Bogdan Ghițulescu — sociologul Colin
- Cătălina Mustață — păstorița Mioara
- Adela Marian — „Păpușica”, „nepoata” senatorului
- Florina Fabian — mireasa
- Doru Octavian Dumitru — mirele
- Liviu Crăciun — vilegiaturist internat în spital
- Bogdan Uritescu — Tudor, băiatul lui Mihalache
- Silvana Ionescu — Vivi, fiica senatorului
- Emil Hossu — directorul Hotelului Relaxa
- Camelia Zorlescu — soția lui Michi
- Alexandru Lazăr — Michi, subordonatul senatorului
- Geo Saizescu — „băiatul bun la toate” din Hotelul Relaxa
- Cornel Gîrbea — polițistul de la secția rutieră
- Dumitru Capoianu — vilegiaturistul cu barbă
- Mihai Ciucă — artistul iluzionist
- Corina Voicu
- Mihai Bica
- Vadim Prodan
- Costin Mărculescu — căruțașul din stațiune
- Vasile Popa
- Cătălin Saizescu
- Zina Dumitrescu — directoarea Casei de Modă „Venus”
- Cătălin Botezatu — manechin

## Primire
Filmul a fost vizionat de 289.452 de spectatori în cinematografele din România, după cum atestă o situație a numărului de spectatori înregistrat de filmele românești de la data premierei și până la data de 31 decembrie 2014 alcătuită de Centrul Național al Cinematografiei.